# IJszeilen

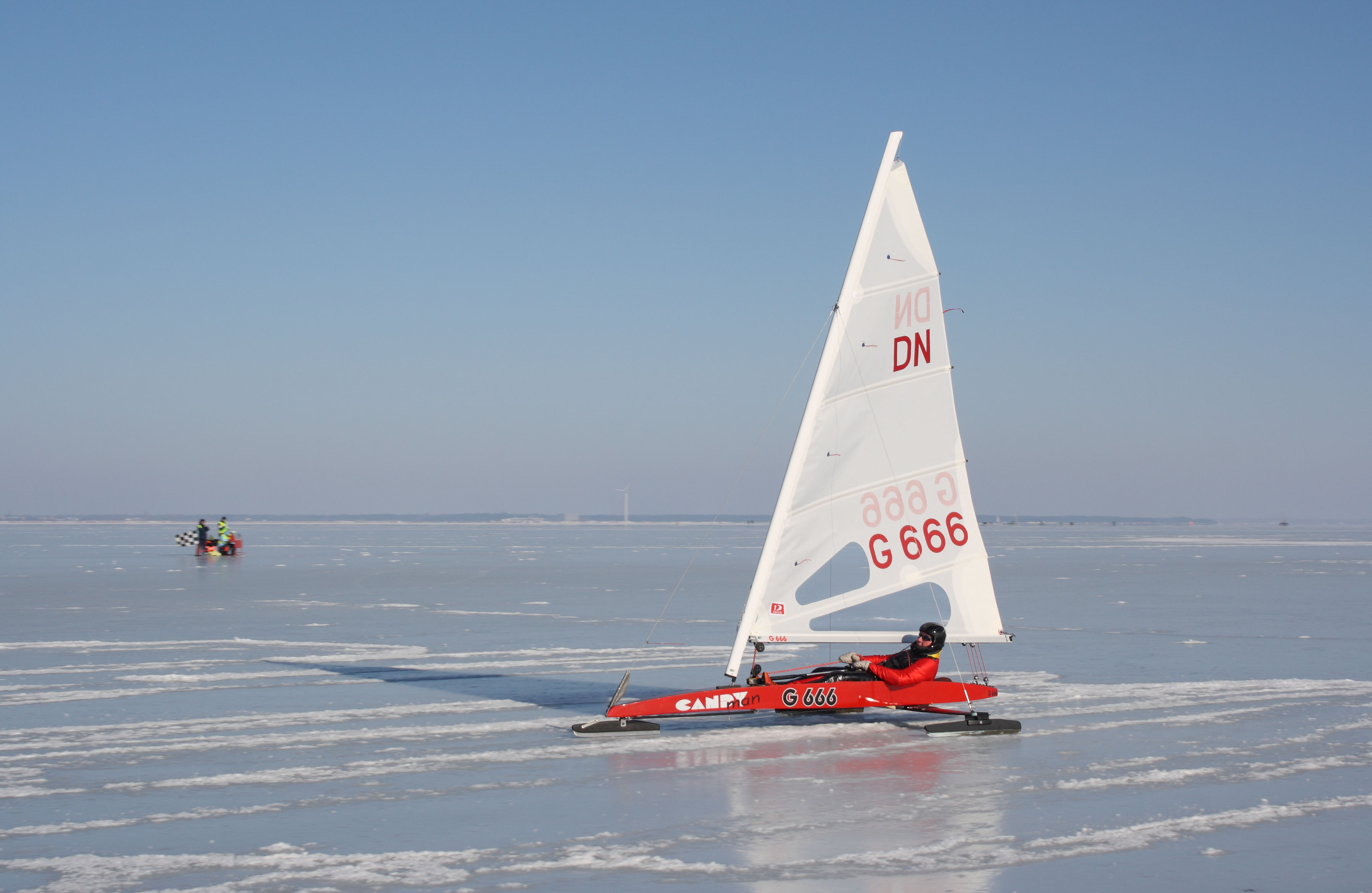
IJszeilen in Nasva, Estland

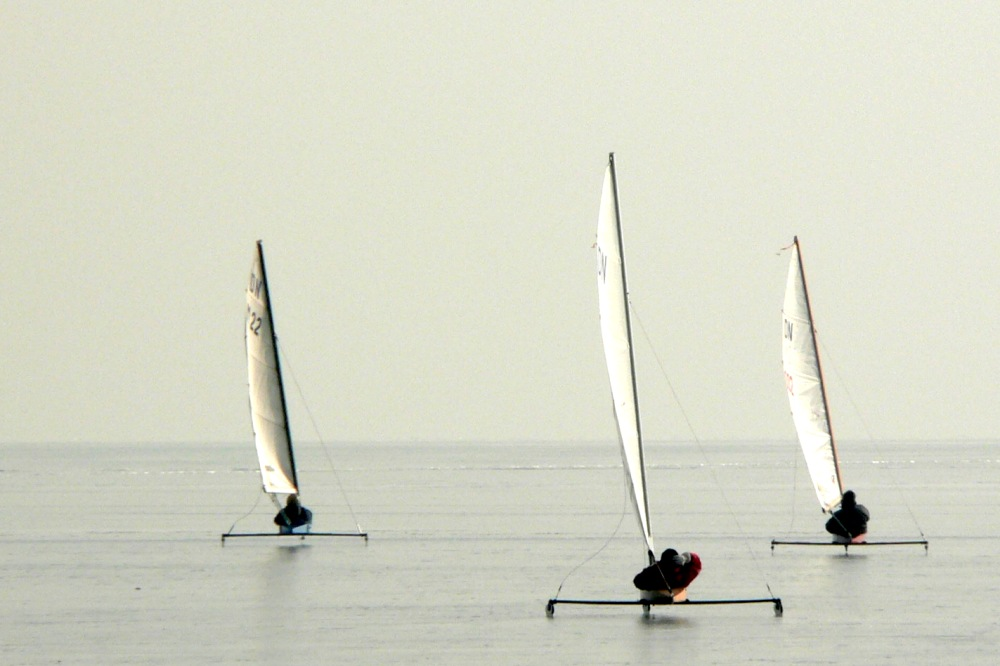
IJszeilen op het Balatonmeer in Hongarije

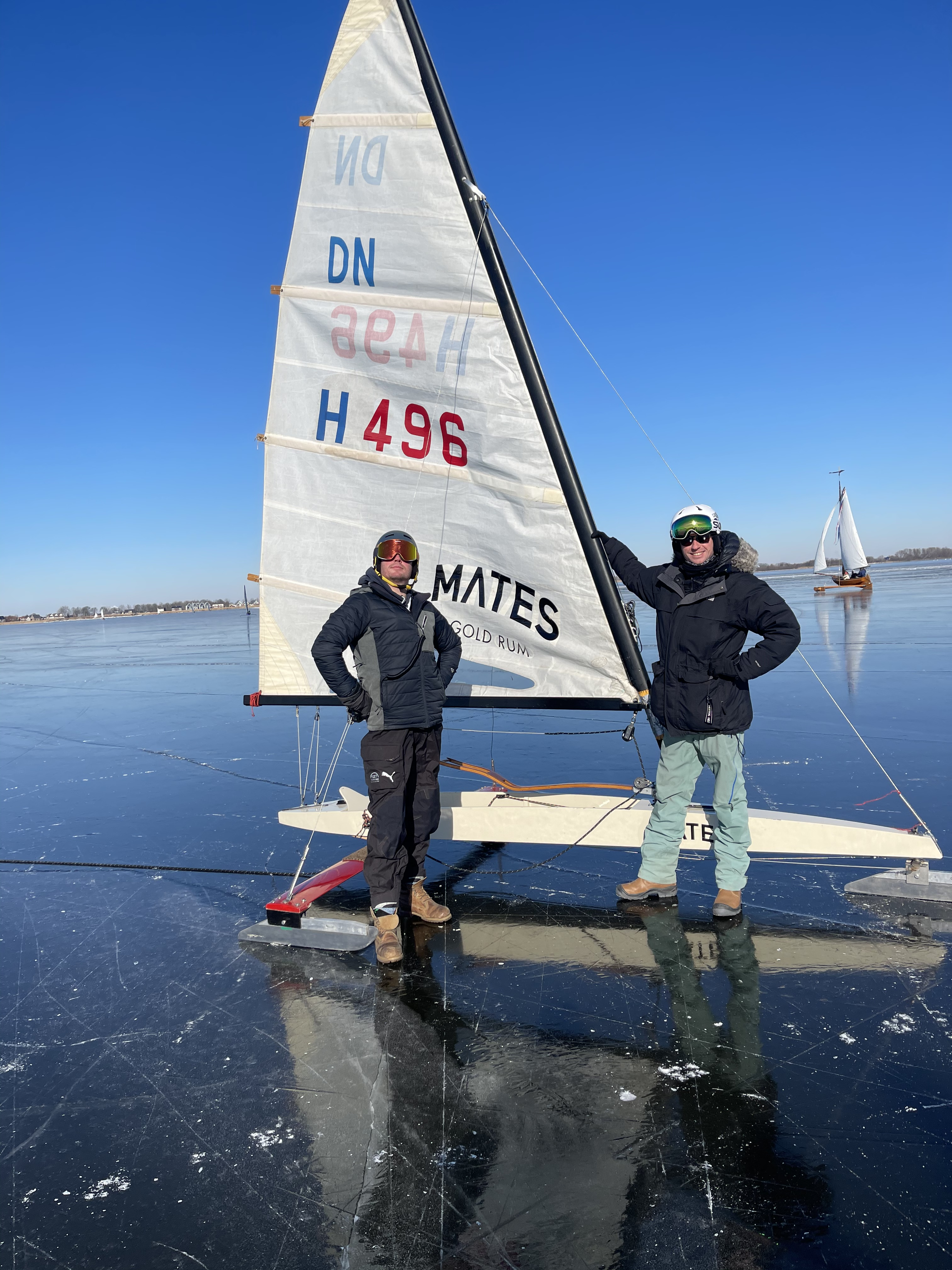
IJszeilers Kagerplassen in februari 2021

IJszeilen is een wintersport die met ijszeiljachten (grote sledes voorzien van een zeil) wordt beoefend, deze glijden op drie lopers over het natuurijs en worden door de wind voortbewogen.
In veel landen met koude winters is het zeilen met ijsjachten een wedstrijdsport. Als sport ontwikkelde het ijszeilen zich vooral na de Tweede Wereldoorlog. De bekendste wedstrijdwateren liggen in de Baltische landen, Oost Pruisen, Polen en Zweden. Hoewel in de ijszeilsport geen snelheidsrecords worden geregistreerd, staat vast dat al in 1935 een Baltisch jacht 170 kilometer per uur bereikte.

## Geschiedenis
De eerste ijszeiljachten –vaak tjotters– voeren al in de 17e eeuw op Nederlandse wateren. Nederland  was toentertijd de bakermat van ijsjachten en ijsschuiten. Ze werden gebruikt voor het transport van mensen en goederen over grote ijsvlakten. Eilanden als Urk, Schokland, Wieringen en Marken waren er in de vaak strenge winters van de kleine ijstijd voor hun transportmogelijkheid van en naar de vaste wal van afhankelijk.
De ijszeiljachten bereikten voor die tijd fabelachtige snelheden tot zo’n 70 kilometer per uur. Via de Scandinavische landen werden deze zeilsleden snel ook in Rusland populair. Nederlandse landverhuizers voerden ze in Amerika in.
De eerste belangrijke ontwikkelingsfase van de ijszeilsport ligt tussen 1890 en 1940. In die tijd ontwikkelde de wedstrijdsport zich van een strijd tussen rijke eigenaren met steeds grotere en duurdere jachten tot een sport met goedkope eenheidsklasse ijszeilboten. In 1937 ontstond de DN-klasse, nadat het Amerikaanse dagblad The Detroit News een wedstrijd voor constructeurs had uitgeschreven. De DN is uitgegroeid tot de enige grote ijszeilklasse ter wereld. In 1962 is deze klasse in Nederland geïntroduceerd en sindsdien zijn er ongeveer 800 gebouwd. Redenen voor deze populariteit zijn dat deze ijszeiler door een handige doe-het-zelver grotendeels zelf is te bouwen, gemakkelijk op het dak van de auto is te vervoeren en op het ijs snel is op te tuigen. In 1962 werd het eerste Nederlands Kampioenschap IJszeilen in de DN klasse gehouden. Cees Kortenoever was de eerste Nederlands Kampioen. Het NK is voor het laatst gehouden in 2012.
Een andere populaire klasse is de internationale XV-Monotype, een klasse uit 1932 met een rijke historie die zijn oorsprong in Estland heeft. Jaarlijks worden internationale wedstrijden gezeild. In Nederland zijn er bij voldoende ijs met name wedstrijden op het Braassemermeer en de Gouwzee bij Monnickendam.
Tijdens de ontwikkeling van de ijszeilsport  zijn in Noord-Amerika en Europa afzonderlijke klassen ontstaan. Behalve de DN-klasse zijn Europese klassen in Noord-Amerika vrijwel onbekend en vice versa. De belangrijkste reden hiervoor is dat ijsjachten te omvangrijk zijn om te vervoeren in een vliegtuig.

## Regels
Voor alle klassen zijn bouwvoorschriften vastgesteld, die voor elke wedstrijdreeks worden gecontroleerd. Een regattabaan heeft twee keerpunten, een loef- en een lij-keerpunt. De boten worden in één lijn gestart door ze tegen de wind in te duwen. Bij internationale races wordt begonnen met een kruisrak. Gedurende een wedstrijd moeten de voorrangsregels stipt worden nageleefd, omdat door de aanmerkelijk hogere snelheden in de ijszeilsport ernstiger botsingen mogelijk zijn dan bij het zeilen op water. Aangezien bij een ijszeiljacht niet gemakkelijk te zien is of de slee vóór of aan de wind zeilt, is bij reglement bepaald dat de aan bakboordboeg zeilende deelnemer voorrang heeft. Bij de DN-klasse geldt daarentegen dat een aan stuurboordboeg zeilend jacht voorrang heeft.

## Techniek
De hoogste snelheid wordt bereikt wanneer de zeilrichting een hoek tussen de 90 en 120 graden maakt ten opzichte van de windrichting, en wanneer de mast loodrecht op het ijs staat. Een jacht dat tegen de wind in draait, komt snel tot stilstand. Met deze manoeuvre wordt dan ook geremd. Een zeiler die in staat is alleen op lij- en stuurloper te zeilen, bewijst daarmee zijn vakmanschap. In wedstrijden wordt deze tactiek echter vermeden, aangezien er geen snelheidswinst mee wordt bereikt. Afgezien van de DN-klasse worden alle jachten zittend gestuurd, waarbij een stuur als dat van een auto wordt gebruikt. In een tweepersoons boot bedient de schootsman het zeil. In de DN-klasse ligt de stuurman in de slee met één hand aan de stuurknuppel en één aan het grootschoot. De knuppel kan men ook tussen de benen plaatsen, waardoor de zeiler de twee handen vrij heeft voor de bediening van het zeil. Bochten moeten zeer ruim worden genomen. Een te kort genomen bocht maakt dat de boot kantelt of zelfs om zijn as draait. De ijszeiler heeft het liefst spiegelglad ijs, zonder hobbels of scheuren, daar aanraking met de geringste oneffenheid als een stoot in de boot wordt gevoeld.

## Boten en uitrusting
Kenmerkend voor een ijszeiljacht is het ontbreken van de fok, en voorts de draaibare mast. De aerodynamische geconstrueerde romp van de boot is gemaakt van hout of kunststof en is met dun staaldraad verbonden met een houten constructie, aan het uiteinde waarvan de linker en rechter loper zijn bevestigd. DN jachten hebben de stuurloper aan de voorzijde van de boot, in alle andere klassen bevindt de stuurloper zich aan de achterzijde.
Het slijpen van de lopers voor de verschillende kwaliteiten ijs (hard, zacht, met sneeuw bedekt) geldt als een wetenschap met geheimen. Iedere wedstrijdzeiler heeft een aantal lopers in de standaarduitrusting. In het zware zeildoek bevinden zich zeillatten die, afhankelijk van de windsterkte, dunner of dikker zijn.
De ijszeiler draagt een valhelm, een gewatteerd jack, gevoerde handschoenen en warme schoenen met ijzerbeslag voor het aanduwen van de boot bij de start. Eventueel nog een zwemvest bij onbetrouwbaar ijs.

#### DN-klasse
De lengte van een DN ijszeiler is ongeveer 3,60 m. Het rompgewicht moet minimaal 21 kg zijn, inclusief  beslag, blokken en helmstok. De loperplank waarop de romp van de ijszeiler rust is ongeveer 2,40 m lang en moet minimaal 9 kg wegen. De mastlengte is circa 4,87 m en het zeiloppervlak bedraagt 6,25 m². De lengte van de schaatsen varieert van 0,76 m voor een staalplaatmodel tot 0,91 m voor een houtmodel. Het totale gewicht van een zeilklare DN is ongeveer 65 kg. Afhankelijk van de weersomstandigheden en de toestand van het ijs kunnen met deze ijszeilers snelheden van ruim 100 kilometer per uur worden gehaald. In Nederland zijn meer dan 900 DN ijszeiljachten geregistreerd. De Nederlandse DN ijszeilvereniging telde in 2010 ongeveer 400 leden. De overkoepelende Europese organisatie is de IDNIYRA.

#### XV-klasse
De lengte van een monotype XV is ongeveer 8 meter lang, het jacht heeft een zeiloppervlak van 15 m².  Afhankelijk van de weers- en ijsomstandigheden kunnen met deze ijszeilers snelheden van ruim boven 100 kilometer per uur worden gehaald. Deze jacht wordt bezeild door twee bemanningsleden, bestaande uit een stuurman die achterin stuurt en een schootsman die achterstevoren voorin de schoot bedient. In Nederland bestaat een vloot van meer dan 30 boten. Internationaal wordt met name gezeild in en met deelnemers uit Rusland, Estland, Litouwen, Polen, Duitsland, Zweden en Nederland.

## Trivia
In de avonturenroman De reis om de wereld in tachtig dagen gaat het hoofdpersonage Phileas Fogg samen met zijn gezelschap aan boord van een ijszeiler die hem van station Kearney naar Omaha (Nebraska) brengt.

## Historische foto's

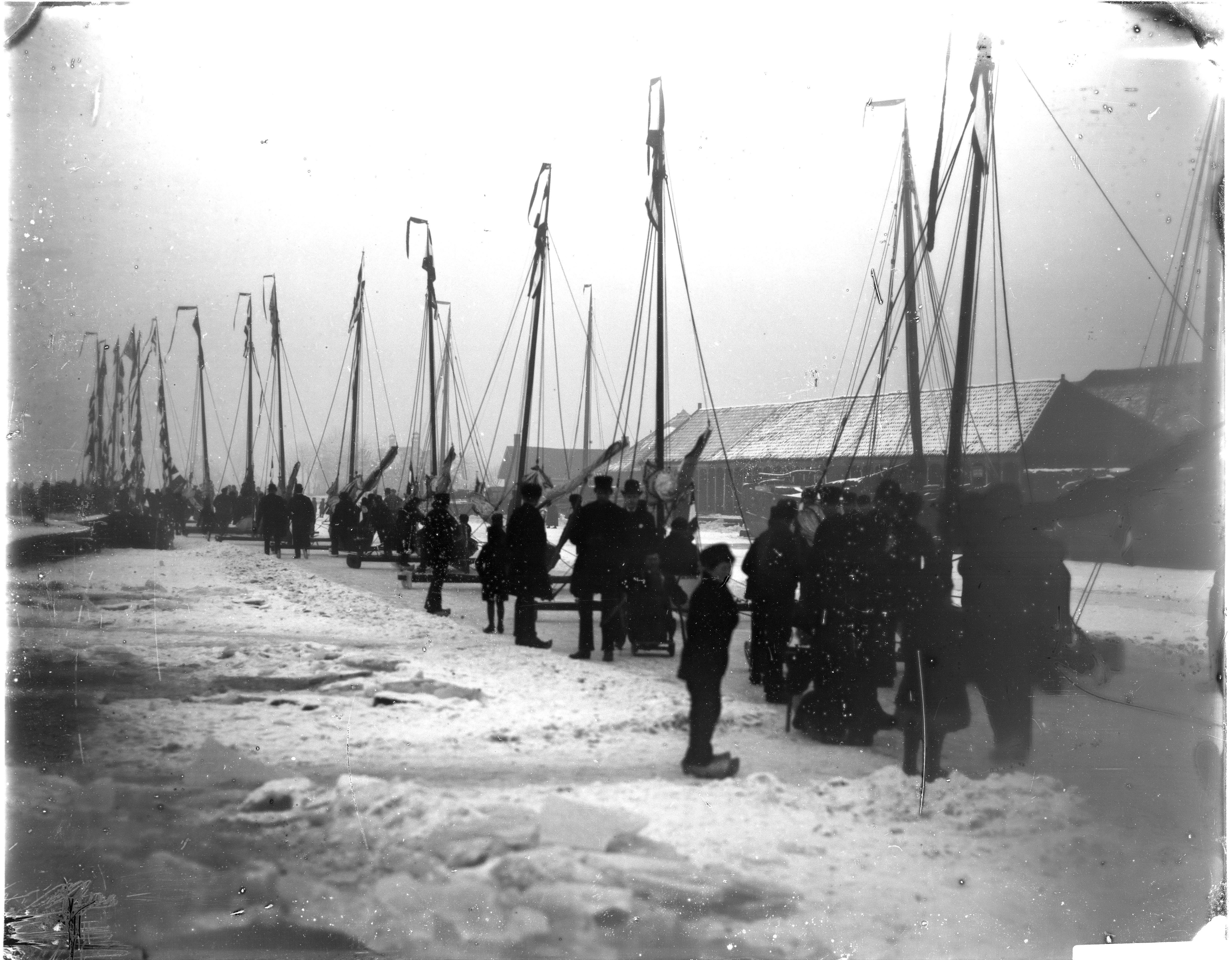
Oudshoorn, ca. 1900
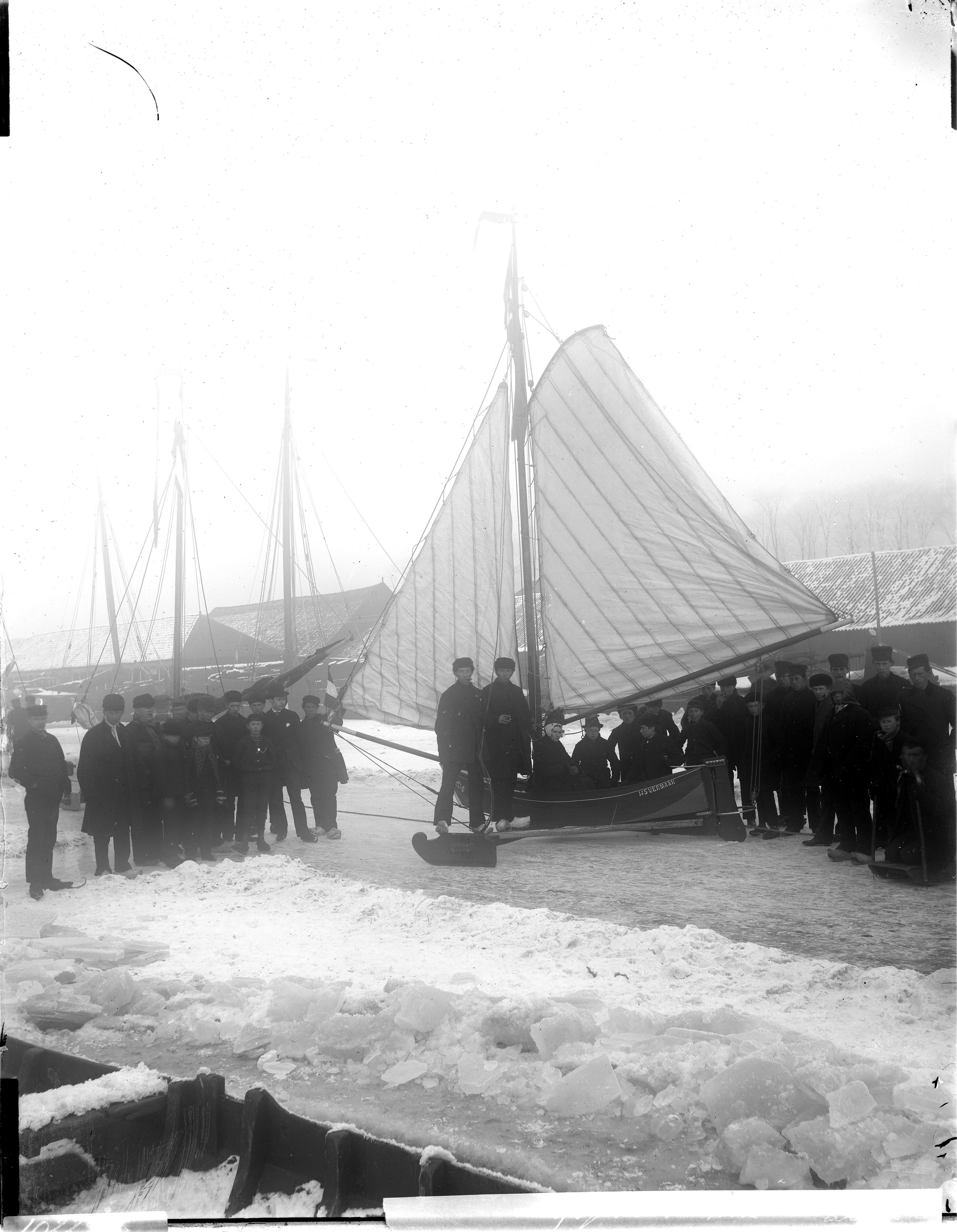
Oudshoorn, ca. 1900
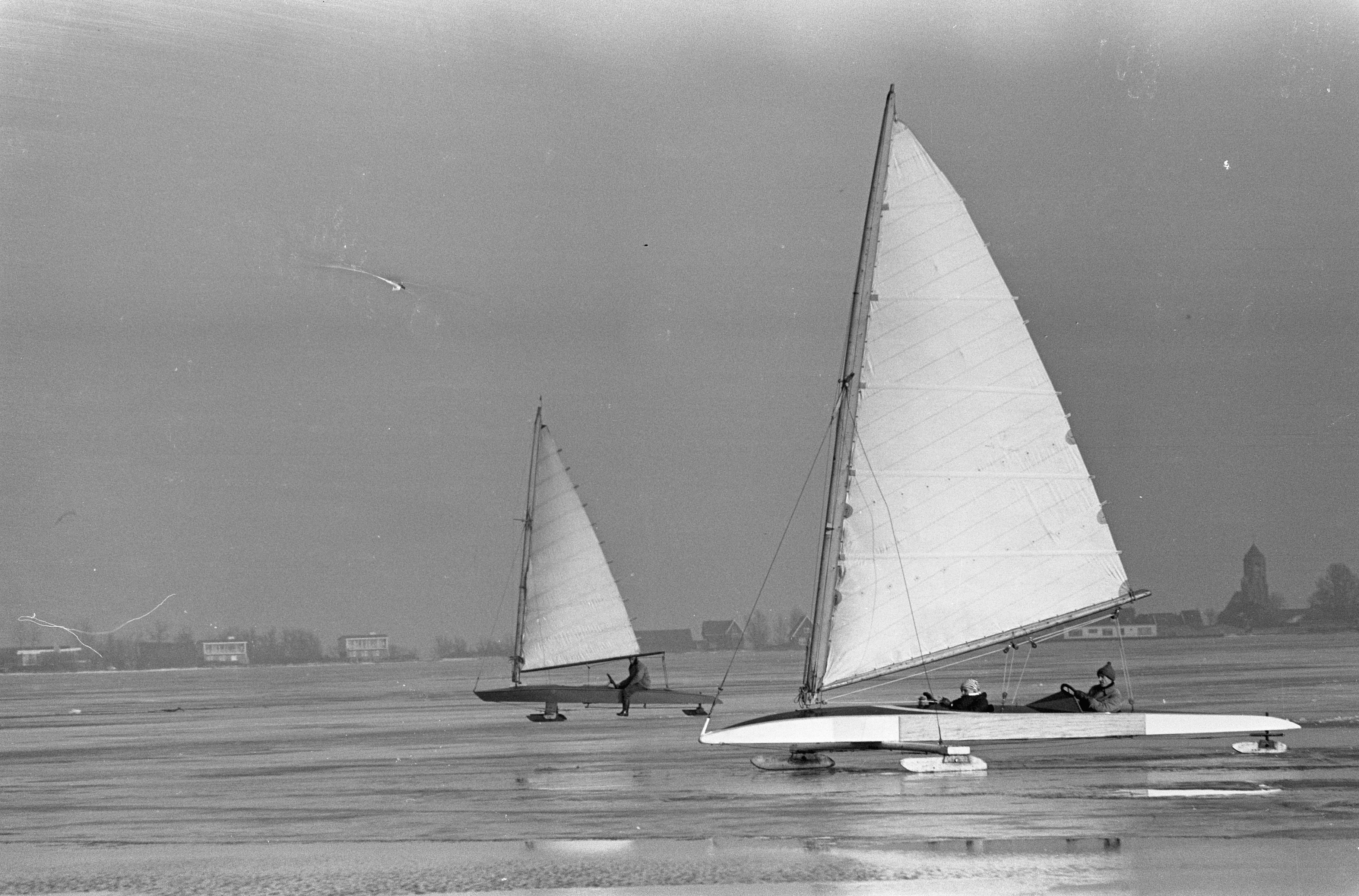
Braasemermeer, 1963
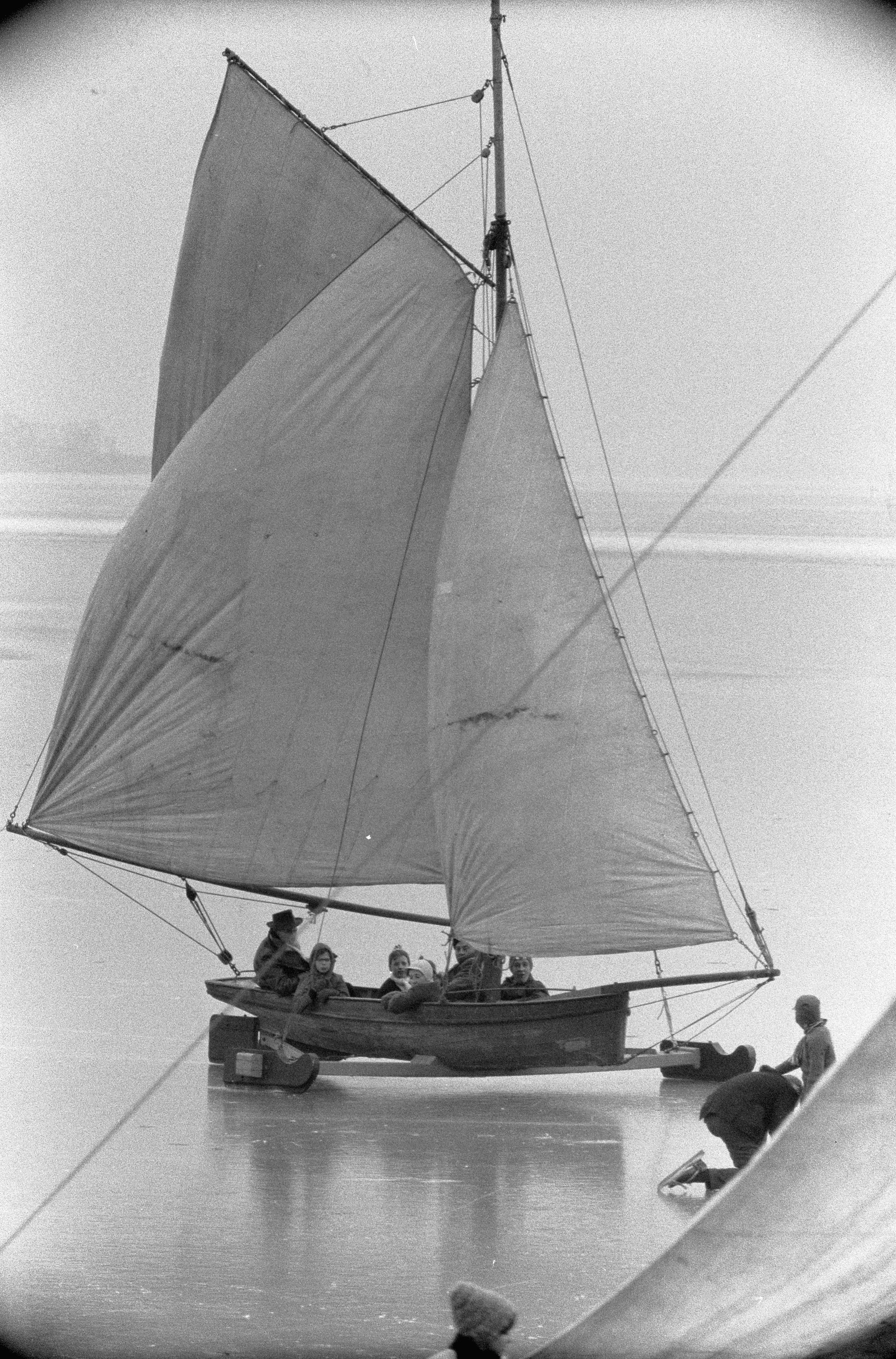
Gouwzee, 1961
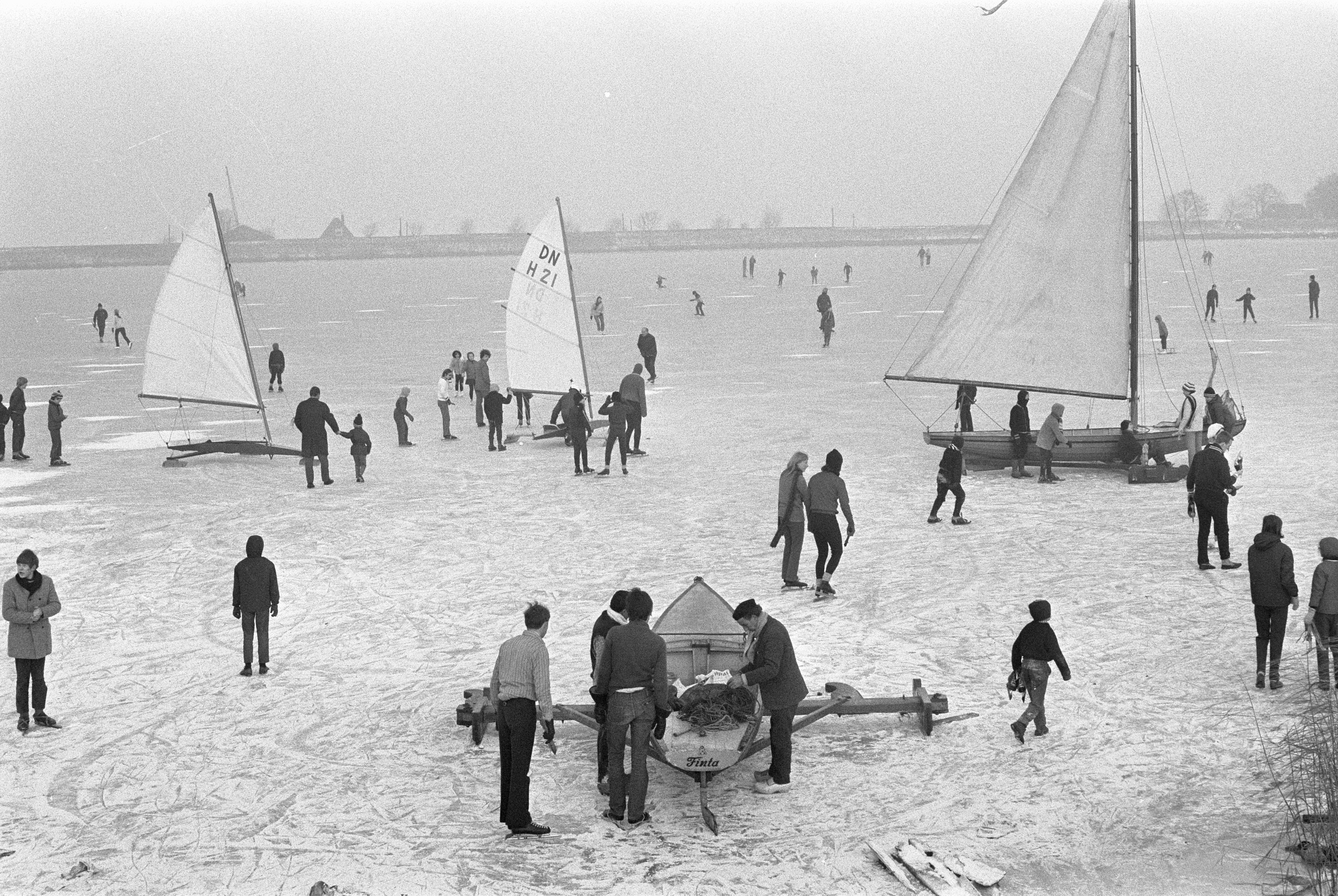
Gouwzee, 1969
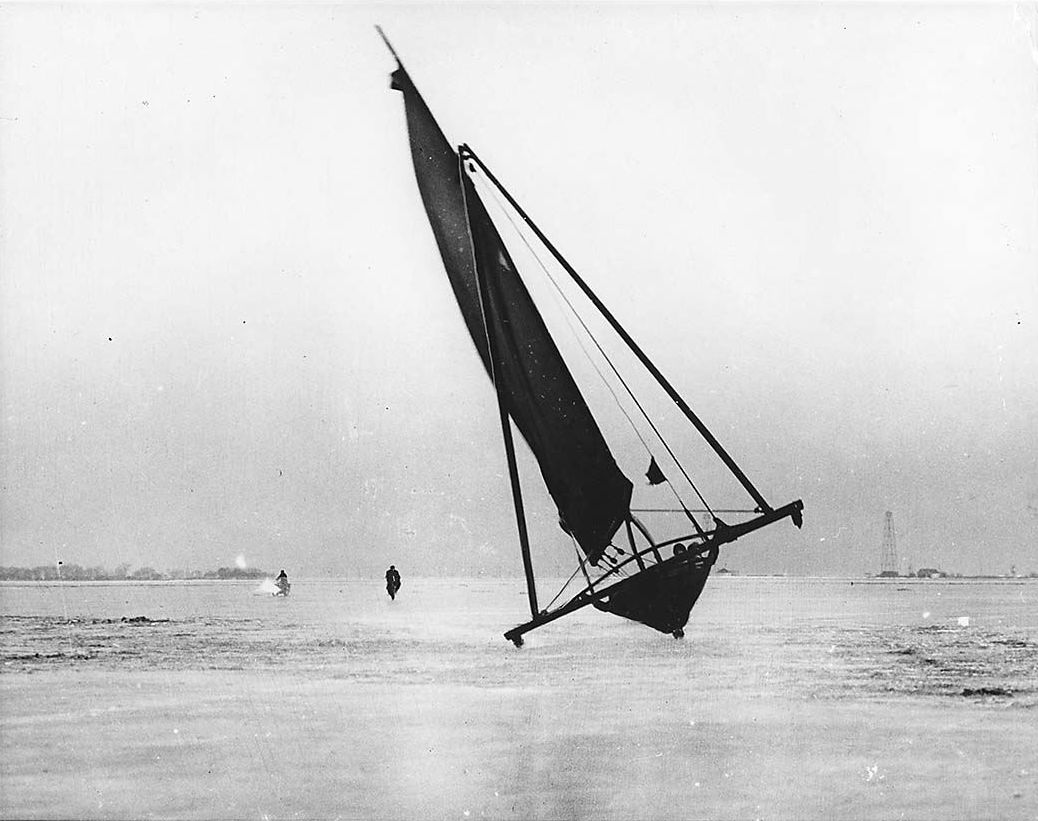
IJzeilen bij Toronto, 1908